# Eleonore Vondenhoff
Eleonore „Elly“ Vondenhoff (geb. Murhammer; * 23. Dezember 1900 in Wien; † 12. Dezember 1994 in Bad Soden am Taunus) war eine österreichische Sammlerin und Schauspielerin. Ihre Privatsammlungen zu Gustav Mahler und Hermann Hesse werden heute in der Österreichischen Nationalbibliothek verwahrt.

## Leben
Eleonore Vondenhoff wurde 1900 in Wien als Tochter des Kaufmanns Franz Seraphicus Murhammer und dessen Frau Regina, geb. Löwith, geboren. In ihrer Heimatstadt besuchte sie von 1917 bis 1919 die Schauspielschule der Staatlichen Akademie für Musik und darstellenden Kunst. Nach ersten Engagements war sie 1921/22 an der Österreichischen Volkswanderbühne tätig. 1922 wechselte sie an das Wiener Burgtheater, das seinerzeit von Anton Wildgans geleitet wurde. Später war sie am Badischen Staatstheater Karlsruhe und am Stadttheater Danzig tätig. In Danzig lernte sie ihren späteren Mann kennen, den deutschen Dirigenten Bruno Vondenhoff, der von 1925 bis 1928 erster Kapellmeister am Stadttheater war. 1927 fand die römisch-katholische Trauung in der Marienkirche statt. Während der Zeit des Nationalsozialismus hatten die Vondenhoffs wegen ihrer Einstufung als „Halbjüdin“ immer wieder Probleme.
Für ihren Mann gab sie nach der Heirat die Schauspielkunst auf. Sie befasste sich fortan mit dem österreichischen Komponisten Gustav Mahler. Bereits ihre Klavierlehrerin berichtete ihr von Mahler. Mit seiner Musik kam Vondenhoff das erste Mal direkt 1922 während einer Aufführung seiner 2. Symphonie unter der Leitung von Bruno Walter in Wien in Berührung. 1923 begegnete sie erstmals der Musikerin Alma Mahler (ihrer später besten Freundin), die sie wiederholt mit Dokumenten zu ihrem Mann beschenkte. In den nächsten Jahrzehnten entstand eine umfangreiche Privatsammlung und ein reger Austausch mit Mahler-Forschern. Seit 1992 ist die Gustav-Mahler-Dokumentation in der Musiksammlung der Österreichischen Nationalbibliothek in Wien untergebracht und durch Katalogbände (1978, 1983 und 1997) erschlossen. Sie besteht aus mehr als 7000 Unterlagen zum Komponisten und dessen Umfeld.
Weiterhin befasste sie sich ab 1947 mit dem Schriftsteller Hermann Hesse, den sie 1951 selbst in Montagnola im Kanton Tessin besuchte. Die Sammlung umfasste 1955 bereits mehr als 3500 Objekte. Unter den Materialien waren Erstausgaben, Photographien und Briefwechsel. Seit 1977/78 befindet sich die Sammlung „Hermann Hesse und die Musik“ in der Österreichischen Nationalbibliothek. Sie wird im Literaturarchiv der Bibliothek verwahrt.
Seit 1945 lebten die Vondenhoffs in Frankfurt-Dornbusch. Sie pflegten enge Beziehungen zu Persönlichkeiten ihrer Zeit. Neben Alma Mahler und Hermann Hesse war man auch mit Helene und Alban Berg befreundet.

## Auszeichnungen
- 1977: Großes Goldenes Ehrenzeichen für Verdienste um die Republik Österreich (zusammen mit ihrem Ehemann Bruno Vondenhoff)[18]
- 1982: Goldene Mahler-Medaille der Internationalen Gustav Mahler Gesellschaft Wien (zusammen mit ihrem Ehemann Bruno Vondenhoff)[19]
- Ehrenmitgliedschaft der Gustav Mahler Vereinigung Hamburg[20]

## Schriften
- Gustav-Mahler-Dokumentation, Sammlung Eleonore Vondenhoff. Materialien zu Leben und Werk (= Publikationen des Instituts für Österreichische Musikdokumentation. 4/9/21). 3 Bände, Hauptband und Ergänzungsband 1 hrsg. von Bruno und Eleonore Vondenhoff, Ergänzungsband 2 bearb. durch Veronika Freytag. Schneider, Tutzing 1978, 1983 (ISBN 978-3-7952-0397-9), 1997 (ISBN 978-3-7952-0908-7).

Erinnerungen, Interviews und Gespräche
- „Es war eine Freundschaft vom ersten Augenblick an“. Eleonore Vondenhoff im Gespräch mit Andreas Maul über ihre Erinnerungen an Alban und Helene Berg. In: Österreichische Musikzeitschrift 44 (1989), S. 601–610.
- „Mich hat auch der Mensch ungemein interessiert, der hinter dieser Musik steht.“ Eleonore Vondenhoff im Gespräch mit Andreas Maul über die Entstehung des Gustav-Mahler-Archivs „Sammlung Eleonore Vondenhoff“. In: Österreichische Musikzeitschrift 45 (1990) 1, S. 15–24.
- Besuch bei Hermann Hesse. In: Volker Michels (Hrsg.): Hermann Hesse in Augenzeugenberichten (= Suhrkamp Taschenbuch. 1865). Suhrkamp, Frankfurt am Main 1991, ISBN 978-3-518-38365-0, S. 342–350.
- Aussprüche von – Gespräche mit – Erinnerungen an Hans Pfitzner. In: Renate Grasberger (Hrsg.): Hans Pfitzner und Eleonore, Bruno Vondenhoff. Aussprüche, Gespräche, Erinnerungen. Nebst Pfitzner-Karikaturen von Helmut Jürgens, Hans Schneider, Tutzing 1997, ISBN 978-3-7952-0901-8, S. 11–44.